# Le Démon de minuit

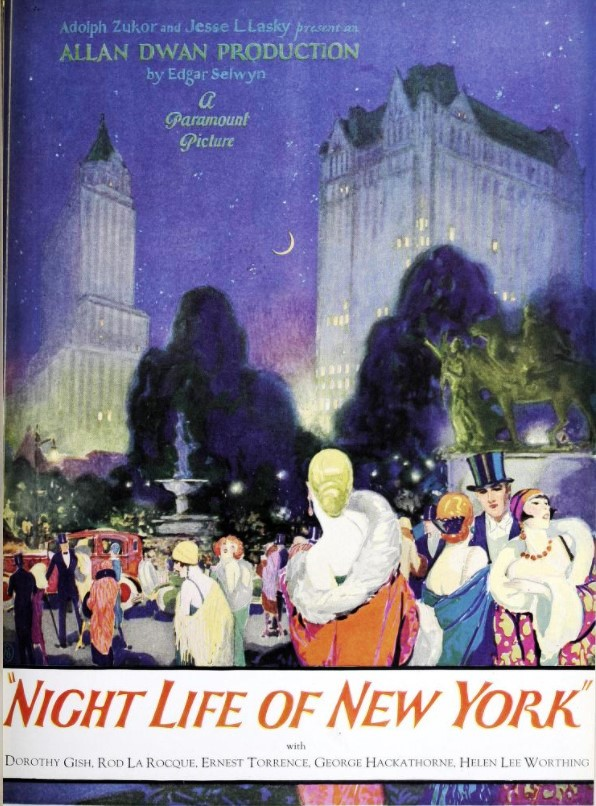
Affiche du film

Le Démon de minuit (Night Life of New York) est un film américain réalisé par Allan Dwan et sorti en 1925.

## Synopsis

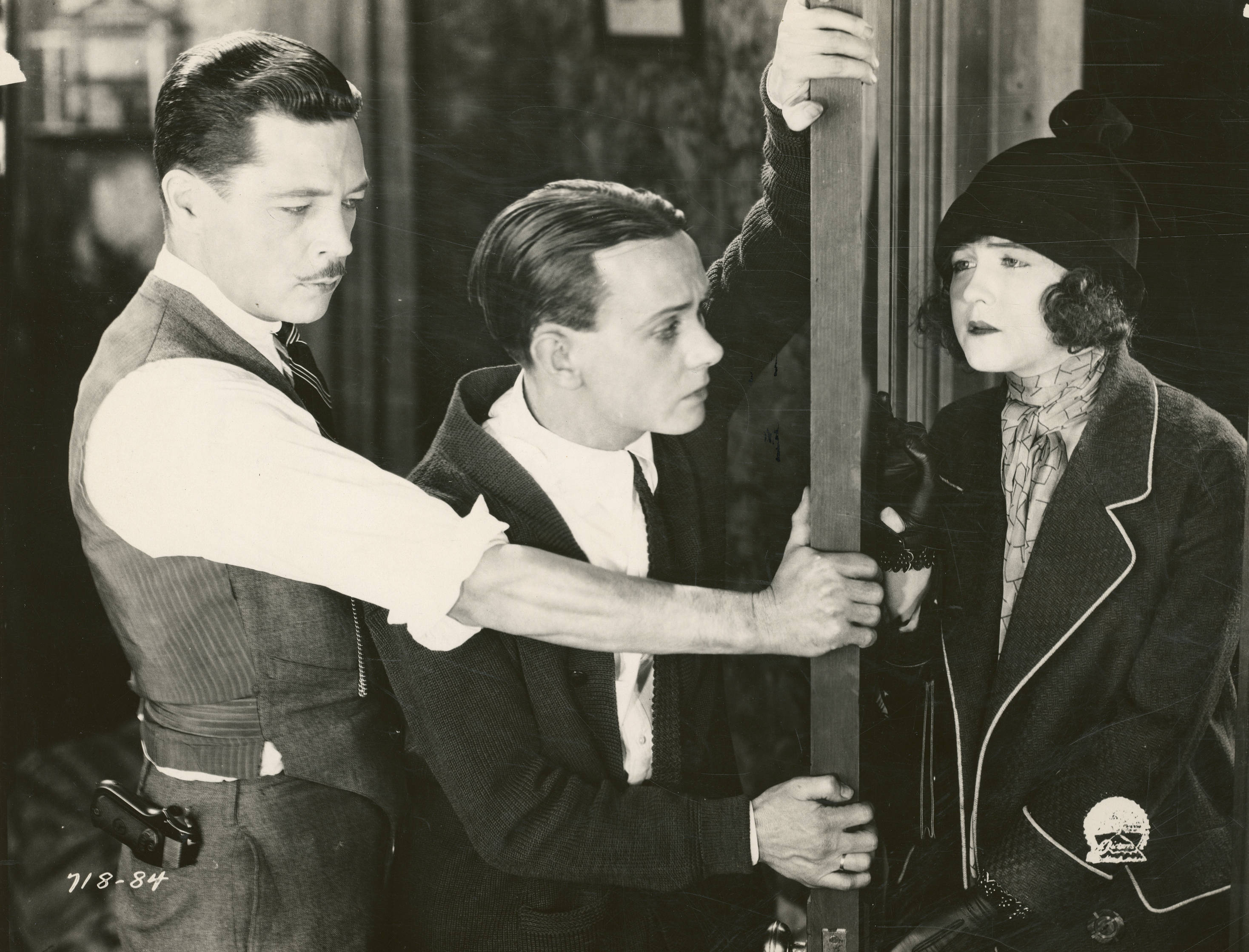
Une scène du film.

## Fiche technique
- Titre original : Night Life of New York
- Réalisation : Allan Dwan
- Scénario : Paul Schofield, Edgar Selwyn
- Production : Jesse L. Lasky, Adolph Zukor
- Photographie : George Webber
- Production : Famous Players-Lasky Corporation
- Genre : comédie dramatique, romance[1]
- Distributeur : Paramount Pictures
- Durée : 80 minutes (8 bobines)[2]
- Date de sortie : 3 aout 1925

## Distribution

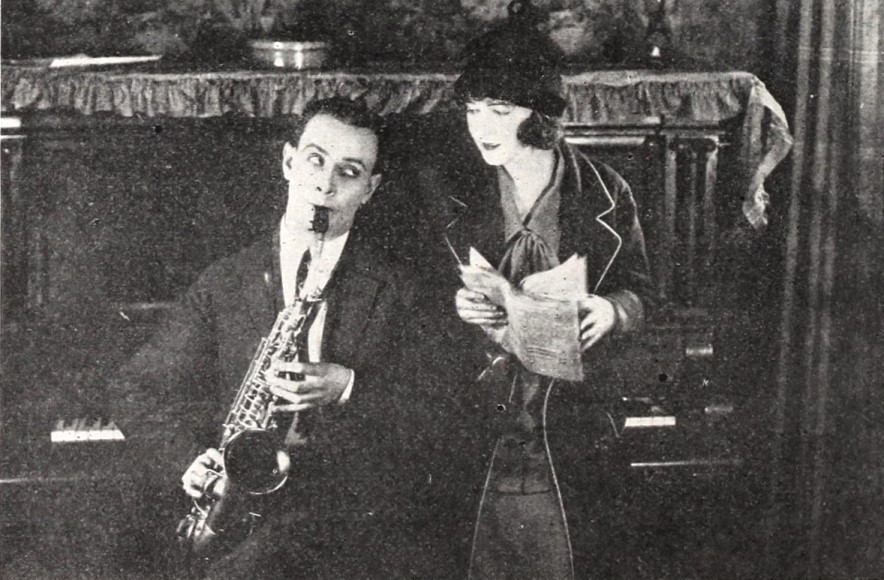
Rod La Rocque et Dorothy Gish dans une scène du film.

- Rod La Rocque : Ronald Bentley
- Ernest Torrence :	John Bentley
- Dorothy Gish : Meg
- Helen Lee Worthing : Carrie Reed
- George Hackathorne	: Jimmy
- Arthur Housman : Jerry
- Riley Hatch : William Workman
- Texas Guinan